# Motjane
Motjane – inkhundla w Dystrykcie Hhohho w Królestwie Eswatini. Według spisu powszechnego ludności z 2007 r. zamieszkiwało go 30 890 mieszkańców. Inkhundla dzieli się na siedem imiphakatsi: Ekupheleni, Esigangeni, Luhlendlweni, Mantabeni, Motjane, Mpolonjeni, Sipocosini.